# Flughafen Lilongwe

i8
i11
i13
Der Flughafen Lilongwe (auch Flughafen Kamuzu, IATA-Code: LLW, ICAO-Code: FWKI) ist der Flughafen der malawischen Hauptstadt Lilongwe und wird ausschließlich zivil genutzt. Die staatliche Malawi Airlines und die private Nyasa Express haben dort ihren Sitz.
Der Flughafen lässt sich aus der zirka 26 Kilometer südlich gelegenen Stadt Lilongwe per Bus, Taxi oder Privatwagen erreichen. Derzeit werden im Personenverkehr nur Ziele innerhalb Afrikas bedient, darunter zumeist Inlandsziele oder Ziele in den Nachbarländern. Im Luftfrachtverkehr fliegt Emirates SkyCargo regelmäßig nach Dubai.

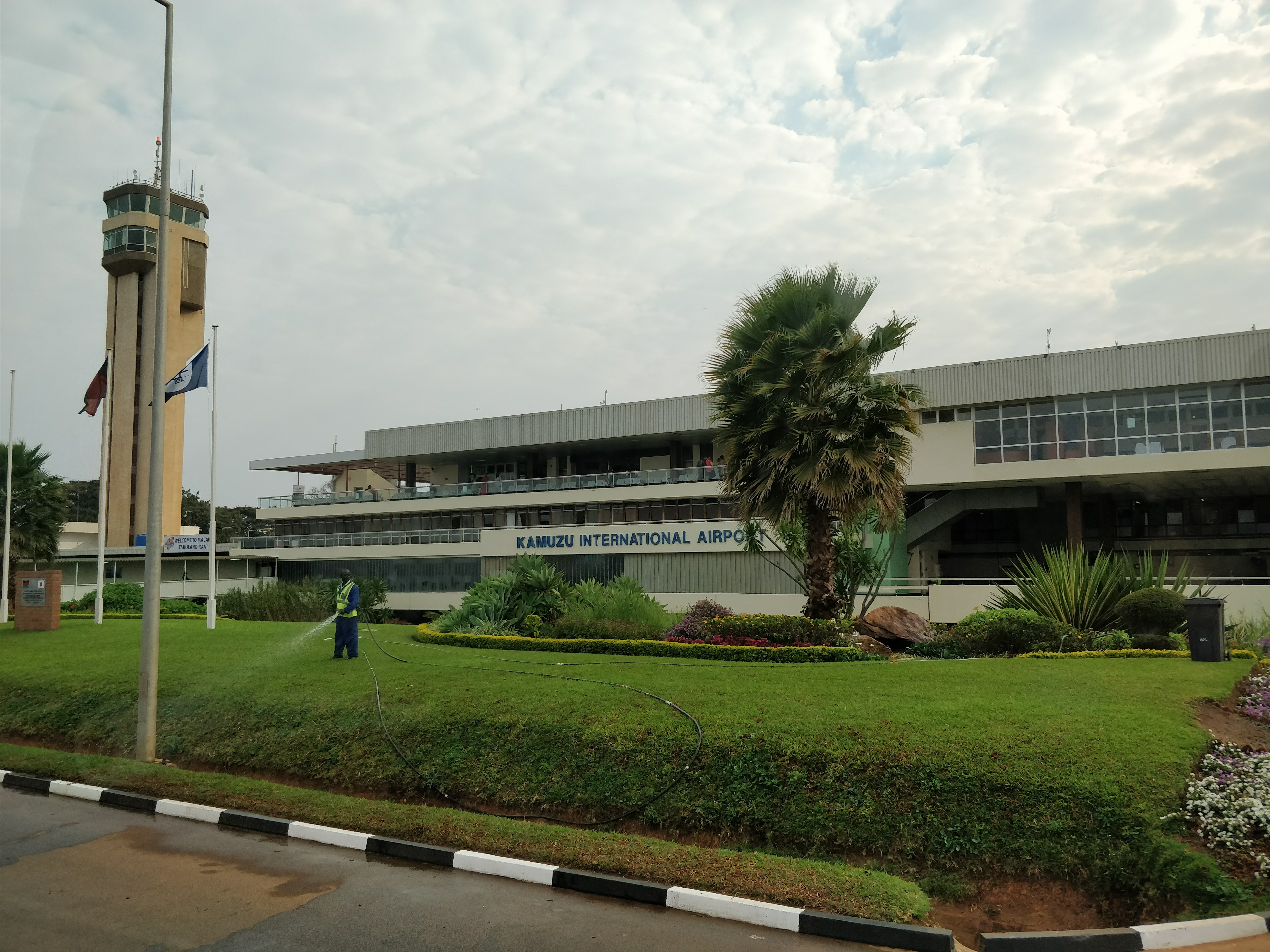
Blick vom Flugfeld auf das Flughafengebäude (2017)
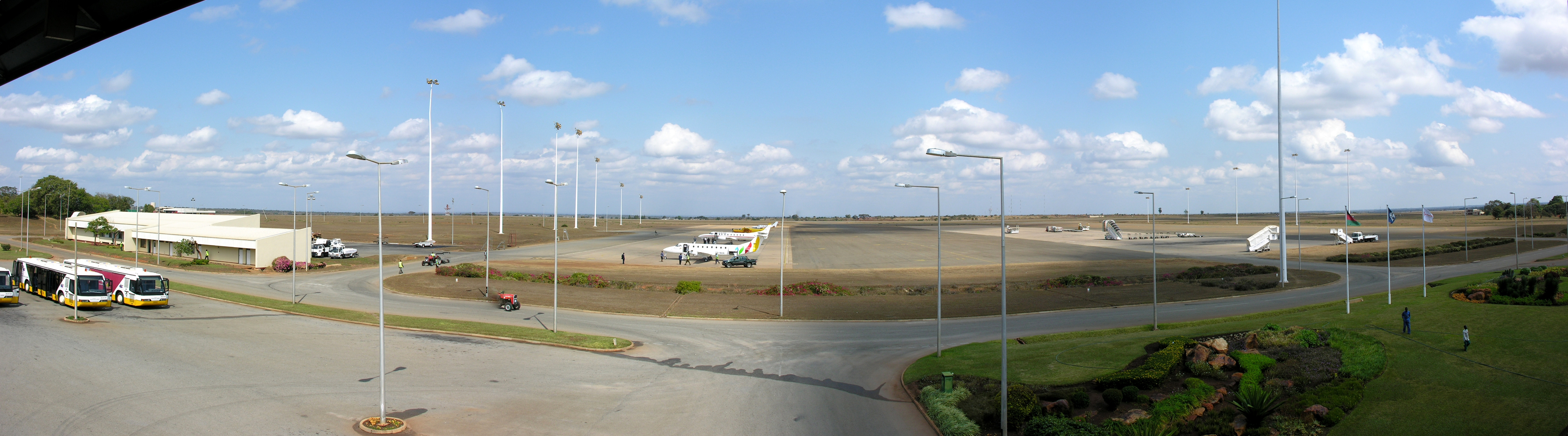
Blick auf das Flugfeld (2005)